# Carlos Rodríguez Pastor Persivale
Carlos Tomás Rodríguez-Pastor Persivale (Lima, 11 de abril de 1959) es un empresario peruano, líder de Intercorp Financial Services Inc., propietario del Grupo Intercorp.
Es considerado el hombre más rico del Perú. Cuenta con una fortuna calculada (para febrero de 2022) de US$ 3,10 mil millones y se encuentra en el puesto 529 en ranking mundial de multimillonarios de la revista Forbes.

## Biografía
Hijo del político y empresario Carlos Rodríguez Pastor Mendoza y de la pintora Haydée Persivale Serrano.  
Estudió en el Colegio Inmaculado Corazón hasta los 9 años. El golpe de Estado de 1968, perpetrado por Juan Velasco Alvarado obligó a su padre, director ejecutivo del Banco Central de Reserva, a exiliarse al año siguiente, primero a Ecuador y luego a California.  
Ingresó a la Universidad de California en Berkeley y consiguió una licenciatura en Estudios Sociales. Obtuvo una maestría en Administración de Empresas en el Dartmouth College de Hanover, Nuevo Hampshire. 
En 1989, se mudó a Nueva York, en donde trabajó para el conglomerado bancario Citigroup y, en 1993, estableció una sucursal de fondos de cobertura del Banco Santander con el nombre «Inversiones Nuevo Mundo». 
En 1994, regresó al Perú y trabajó junto a su padre, que había comprado, junto a inversionistas estadounidenses, el Banco Internacional del Perú (en ese entonces bajo el nombre comercial «Interbanc») meses después murió su padre y se hizo cargo de la empresa, a la cual le cambió de nombre comercial a «Interbank».
Con el tiempo logró consolidar el Grupo Interbank y para 1998 se fundó Urbi. Propiedades.
En 2003, adquirió a Royal Ahold NV Supermercados Santa Isabel y se formó Supermercados Peruanos. Ese mismo año fue fundada la cadena hotelera Casa Andina. En 2006, se reestructuró IFH Perú Ltd. (Grupo Interbank) y se fundó el holding Intergroup Financial Services Corp., uniéndose el banco a la aseguradora Interseguro.
En agosto de 2011, Bloomberg consideró a Rodríguez-Pastor como uno de los 8 "multimillonarios ocultos" del mundo, hasta que, en marzo de 2012, la revista Forbes, lo colocó en la lista de los más ricos. Ese mismo año fundó InRetail, holding que administra supermercados (Supermercados Peruanos), centros comerciales (Real Plaza) y boticas (InkaFarma).